# Calophyllum parviflorum
Calophyllum parviflorum là một loài thực vật có hoa trong họ Calophyllaceae. Loài này được Bojer ex Baker mô tả khoa học đầu tiên năm 1877.